# Glacera del Rin
La glacera del Rin és el nom donat a la glacera prehistòrica que fluïa per l'alta vall del Rin. Ha tingut una gran influència sobre la topografia de Suïssa oriental però també sobre la del sud de Baden-Württemberg on va omplir les antigues valls i dipositar noves morrenes. És la causa de la creació del Llac de Constança i va contribuir a la formació de les Cascades del Rin a prop de Schaffhausen. A les valls, el seu gruix passava dels 1.000 metres.
Es va formar diverses vegades al Quaternari (menys de 2,6 milions d'anys). Les dues últimes són les més conegudes: la glaciació de Würm (-75.000 a -10.000) i la glaciació de Riss, al final de la qual va arribar a la seva extensió màxima (cap a -130.000 anys). En aquesta època, s'estenia al nord fins a la vall del Danubi del qual bloquejava el curs superior així com el de la Lauchert formant un llac d'embassament les aigües del qual arribaven a l'altitud de 684 metres i eren forçades de fluir cap al Neckar. A l'est, va empènyer les seves morrenes fins a Biberach an der Riß, la localitat que va donar el seu nom a la glaciació de Riss.

## Extensió màxima en el Würm
En la glaciació de Würm, els gels vinguts de les altes valls de la cubeta del Rin es va difondre i van formar un lòbul glacial. La glacera va arribar a la seva extensió màxima (menys important que al Riss) en aquesta regió una mica més de 20.000 anys abans de fondre's ràpidament. Les temperatures eren llavors inferiors en 10 °C a les temperatures actuals, el clima relativament sec amb només 200 mm de precipitacions per any i el límit de les neus eternes havia baixat a 1.100 m d'altitud.
Els gels que recobrien l'Allgäu provenien essencialment de la vall de l'Ill en el Vorarlberg, les procedents del bosc de Bregenz eren rebutjades a les valls del Rotach i del Weissach. S'estenien fins a Isny, Leutkirch i Schussenried.
En el costat suís, la glacera del Rin se separava en dues llengües al nivell de Sargans. La primera seguia la vall del Rin i va excavar el llac de Constança mentre l'altre girava cap a l'oest per anar a agafar la glacera de la Linth fluint per dalt els llacs del Walenstadt i de Greifen i acabar a la vall de la Glatt. La vall paral·lela del llac de Zuric va ser formada pels gels de la Linth. Els gels s'estenien fins a Schaffhouse i Bülach.
La glacera del Rin s'abalançava a partir d'una cúpula de gel a sobre de Disentis que passava dels 2.800 m. Arribava a 2.000 m a Coira, 1.500 a Feldkirch, 1.200 a Bregenz, 1.000 a Rapperswil i a Friedrichshafen, 900 a Constança i a Ravensbourg, 700 a Zúric i a Singen.